# Bratrská láska
Bratrská láska je pátá epizoda třetí série amerického seriálu Přátelé.

## Děj
Joey se rozhodne postavit poštovní schránku na došlou poštu, zejména na jeho nabídky rolí. Z jeho truhlářského pokusu se nakonec vyklube celá obývací stěna, která k Chandlerově nelibosti přesahuje přes dveře.
Phoebe se snaží sblížit se svým nevlastním bratrem Frankem, který k ní přijel na víkend. Phoebe si představovala jejich setkání poněkud jinak – společný čas, který spolu stráví, se zpočátku zdá jako nezábavný, nicméně jsou oba nakonec spokojení, že se poznali více.
Chandler a jeho přítelkyně Janice napsali seznam pěti známých osobností, se kterými by chtěli strávit noc. To vnukne stejnou myšlenku i Rossovi, jež se zeptá Rachel na její "seznam" a následně si napíše svůj. A protože je nerozhodný, má napsáno 6 jmen, musí jméno jedné ženy vyškrtnout. Na konci dílu potká Ross v kavárně herečku Isabellu Roselliniovou, jejíž jméno ze seznamu vymazal.